# 胡也频

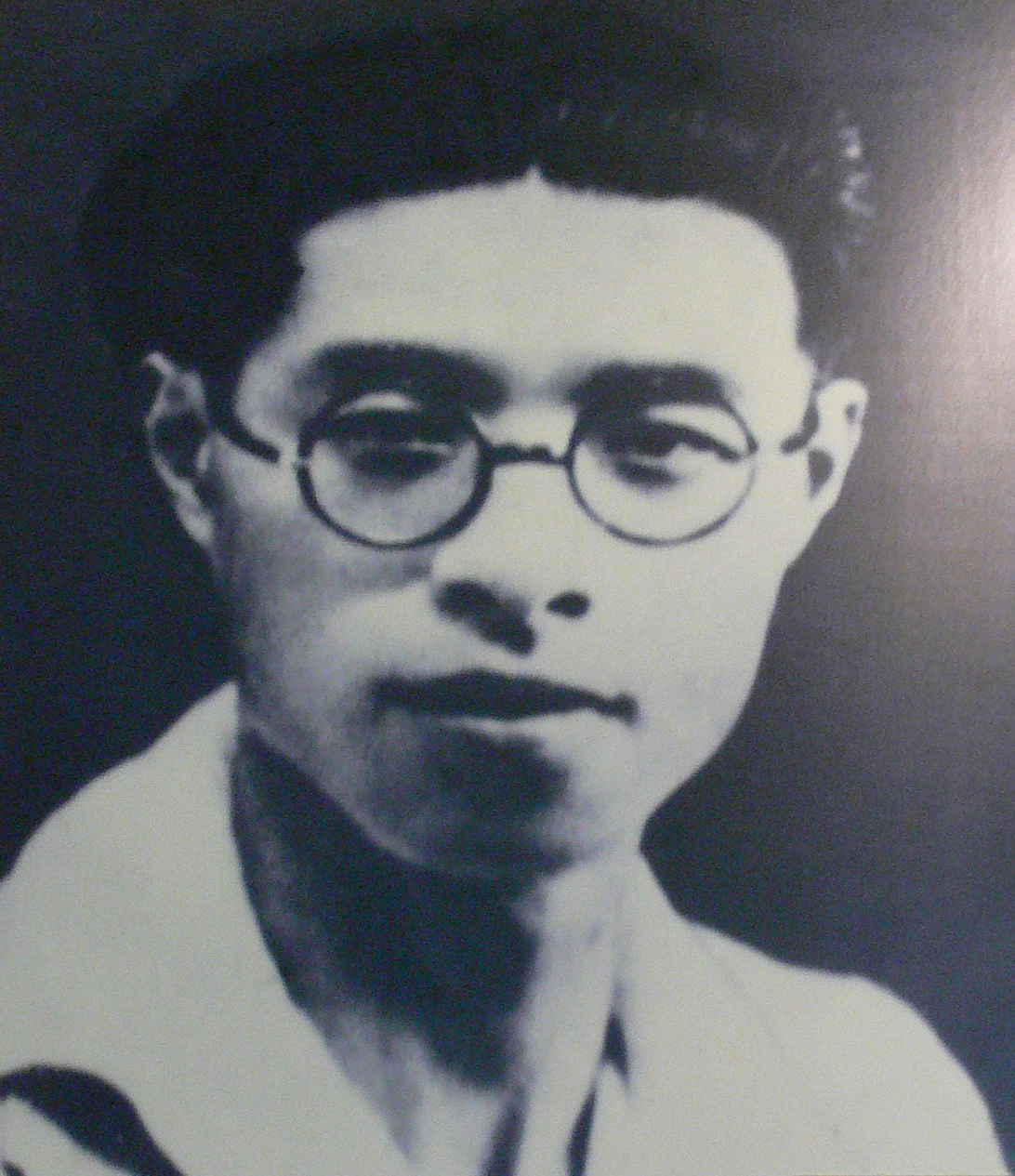
胡也频 1903-1931

胡也頻（1903年5月4日—1931年2月7日），原名胡崇軒，福建福州人，籍貫江西新建。左聯五烈士之一。也是龙华二十四烈士之一。

## 生平
1903年5月出生於福州，是戲劇世家，由於父親经营破产，被迫休學，在金铺做学徒。1920年春，到上海进浦东中学读书。1921年入山东烟台海军预备学校，1922年因学校停办来到北京。1924年，開始創作小說，在《京報》副刊《民眾文藝周刊》發表的《雷鋒塔倒掉的原因》一文，后任副刊编辑，发表了沈从文的处女作，并从此与沈结为好友。
1925年，在北京与丁玲相爱，生有一子。1928年赴上海，与沈从文一同创办《红黑》杂志和同名出版社。1929年赴济南教高中。1930年5月回上海，在上海经潘汉年介绍參加“中國左翼作家聯盟”，任工农兵通信运动委员会主席，并参加了在上海召开的全国苏维埃区域代表大会，6月加入中國共產黨。
1931年1月17日中午在上海东方旅社与林育南、柔石等人一起被捕，其友沈從文營救未果。同年2月7日與林育南、柔石等人在上海龍華被国民政府淞滬警備司令部槍殺。
原本那天胡也频没有被正式通知参加东方旅社的会议，他上午外出到沈从文处借钱，临近中午回家的路上遇到左联的好友柔石和冯铿，两人邀请他去东方旅社去听听，他也想问问去苏区动身的日子，不幸到了那里被捕。丁玲还在家等着。

## 外部連結
- 丁玲家书
- 沈从文：记胡也频 （页面存档备份，存于），1931年10月